# Ababacar Mbengue
Pour les articles homonymes, voir Mbengue.
Ababacar Mbengue est un universitaire franco-sénégalais, professeur des universités françaises, président fondateur de la Société africaine de management (SAM) et directeur général de Knowdys Consulting Group (KCG),.

## Vie et parcours académique
Né au Sénégal, Ababacar Mbengue arrive en France en 1981 où il passe la totalité de son cursus supérieur. 
Diplômé de HEC en 1984, Ababacar Mbengue obtient un DEA en stratégies et management à l'université Paris Nanterre, un doctorat en sciences de gestion à l'Université Paris-Dauphine en 1992, une habilitation à diriger les recherches (HDR) en 1996, une agrégation des universités françaises en 1997. Il fut ainsi le premier ressortissant d'un pays d'Afrique noire reçu au concours français d'agrégation en sciences de gestion. Il a obtenu le statut de professeur des Universités de classe exceptionnelle en 2015.

## Activités d'enseignement
Le professeur Ababacar Mbengue a enseigné dans plusieurs grandes écoles et universités :
- 1988 - 1992 EDF-GDF, Paris : formateur responsable et animateur du cours de stratégie d’entreprise et management
- 1992 - 1995 Centre d'enseignement et de recherches appliquées au management (CÉRAM), Sup de Co Nice : professeur permanent membre du département management des organisations internationales
- 1995 - 1997 École supérieure des sciences économiques et commerciales (Essec) Cergy : professeur permanent, membre du département stratégie et management
- Depuis 1997 Université de Reims (faculté des sciences économiques et de gestion) :  professeur agrégé des universités, membre du Conseil de gestion de la Faculté des Sciences Économiques et de Gestion, fondateur et directeur de l'équipe de recherche REPONSE, créateur et directeur du Master « Administration des Entreprises » de l'Université de Reims, cofondateur en 2000 du Master « Gestion Stratégique des Ressources Humaines et de la Qualité[3] »
- Université de Pennsylvanie - Wharton School (Snider Entrepreneurial Center) : visiting professor

### Ouvrages
- La négociation, Vuibert, 2013 (avec J. Sohier, P.Cottet)
- Perspective en management stratégique, éditions EMS, 2005 (avec Patrick Joffre et Jacques Lauriol)

### Articles et revues académiques
1. «The mediating role of organizational capabilities in the relationship between middle managers involvement and firm performance: A European study », European Management Journal, 32(2), 305-318, 2014 (avec M. L. Ouakouak et N. Ouédraogo[4]
2. « Introducing customer blind spots: a cognitive approach on noncustomers», Journal of Strategic Marketing, Vol. 22 Issue 2, pp. 135-148, 2014 (avec K. Benslimane et D. Chaney)[5]
3. «Management des connaissances : codification, personnalisation et nouvelles perspectives », Management et Avenir, Issue 67, pp. 243-249, 2014[6]
4. «Évaluation comptable du capital humain : enjeux, pratiques et modalités », Humanisme & Entreprise, n°310, pp. 41-56, 2014 (avec JP Méreaux et J. Feige)]
5. « When atmospherics lead to inferences of manipulative intent: Its effects on trust and attitude ». Journal of Business Research, 2013, 66(7), 823-830, 2013(avec R. Lunardo).
6. «Organizational learning capability: Theoretical analysis and empirical study in the context of official development aid project teams», Canadian Journal of Administrative Sciences, 30(1), 26-39, 2013 (avec S. Sané)[7].
7. «Planification stratégique rationnelle et performance des entreprises : une étude internationale ». Management International, 16: 4, 117-127, 2012 (avec M. L. Ouakouak).

### Chapitres d’ouvrages
- « Power and Influence in Sales Negotiation», in Negotiation Excellence: Successful Deal Making, Michael Benoliel (Ed.), World Scientific Publishing, 2011, pp. 161-176, (avec J. Sohier et P. Cottet).
- « Paradigme SCP, théorie évolutionniste et management stratégique : considérations théoriques et illustration empirique », in Mélanges offerts à Pierre Spiteri, Tome 2, pp. 775-797, Presses de l’Université des Sciences Sociales de Toulouse, 2008.
- « Analyse causale et modélisation », in "Méthodes de recherche en management", 3e édition, R.A. Thietart (Ed.), Dunod, 2007[8].
- « Méthodes de classification et de structuration », in "Méthodes de recherche en management", 3e édition, R.A. Thietart (Ed.), Dunod, 2007.

## Activités de consultance et responsabilités
Le professeur Ababacar Mbengue est le CEO de Knowdys Consulting Group, leader du conseil en intelligence économique et management stratégique en Afrique subsaharienne. Il est également président du réseau international de la diaspora de l'espace CAMES (RIDEC) depuis 2014, président fondateur de la société africaine de management (SAM) et membre du jury de l'agrégation française depuis 2012. À côté de cela, il est président du jury du concours d'agrégation en gestion du CAMES, et président des jurys d'admission de HEC Paris et de NEOMA Business School depuis 2011,.
Dans le cadre des activités de conseil, Ababacar Mbengue est consultant et formateur en stratégie auprès de grandes entreprises à l'instar de AXA, BASF, BULL, CENCEP depuis 1988.
Il a été conseiller de direction pour le ministère français de l'économie, des finances et du budget entre 1989 et 1991 et depuis les années 2000 il est consultant et analyste de nombreuses entreprises présentes en Afrique francophone et Anglophone (AFD, UNICEF, USAID, JICA, PNUD, UEMOA, BCEAO, GIZ, IDA, OCDE, UE, Club de Londres, Club de Paris...)

### Actes et conférences internationales
- « Modeling the accounting-and-financial evaluation of human capital: a first empirical application », 12th World Congress of Accounting Educators and Researchers IAAER, 14-16 November, Florence, Italie, 2014 (avec JP Méreaux et J. Feige).
- « Accounting valuation of human capital: a new approach », 12th World Congress of Accounting Educators and Researchers IAAER, 14-16 November, Florence, Italie, 2014 (avec JP Méreaux et J. Feige).
- « Investissement dans le capital humain : pratiques et perspectives pour les entreprises françaises », 25e Congrès de l’AGRH, 6-7 novembre, Chester, Angleterre, 2014 (avec D. Petit, JP Méreaux et J. Feige).
- « Modèle d’évaluation comptable du capital humain : Développement d'un outil de pilotage responsable innovant dans une entreprise française du secteur de la distribution », 25e Congrès de l’AGRH, 6-7 novembre, Chester, Angleterre, 2014 (avec JP Méreaux et J. Feige)
- « Politique responsable d'investissement et Gestion stratégique des ressources humaines : Visions et perspectives pour le 21e siècle », 25e Congrès de l’AGRH, Chester, Grande-Bretagne, 6 et 7 novembre 2014 (avec P. Touratier, J. Feige et JP Méreaux)]
- « La comptabilisation du capital humain : un nouvel outil de gestion de la R.S.E. ? », 24e Congrès de l’AGRH, Paris, 22 novembre 2014 (avec JP Méreaux et J. Feige)]
- « Investissements immatériels et politiques de formation : Outils de gestion « Responsable » et attentes des parties prenantes », 11e Congrès de l’ADERSE, Association pour le Développement et l’Enseignement de la Responsabilité Sociale des Entreprises, Marseille, 20 mai 2014 (avec P. Touratier, J. Feige et JP Méreaux)
- « Accounting valuation of human capital: an approach through a triptych payroll-knowledge-skills », 37th Annual Congress of the European Accounting Association « SE - Social and Environmental Accounting », SE-RF02, 21 May, Tallinn, Estonie, 2014 (avec JP Méreaux et J. Feige)]
- « Changement organisationnel « responsable » et outils de gestion stratégique du capital humain : Enseignements d’une recherche intervention menée au sein d’une entreprise du secteur de la distribution », 5e Colloque et séminaire doctoral ISEOR, Lyon, 12 juin 2014 (avec J. Feige et JP Méreaux)
- « Proposition d’un modèle de traduction comptable du capital humain », 3e Congrès Transatlantique Management, Comptabilité, Audit, Contrôle de Gestion, Gestion des Coûts, ISEOR, Lyon, 6 juin 2013 (avec JP Méreaux et J. Feige)]